# 정보 시스템

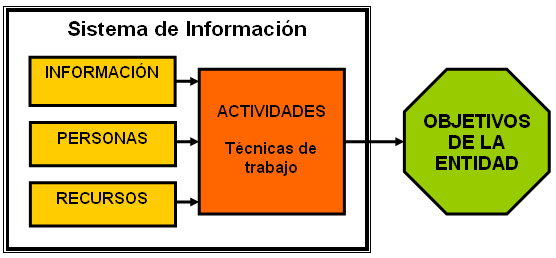

정보 시스템(Information system)은 개인 또는 집단에게 유용한 정보를 제공하는 시스템으로서, 주로 사람, 장소, 사물에 대한 정보를 가지고 있다. 자료를 효과적으로 처리하여 의사결정에 유용한 정보를 얻을 수 있다. 의사결정 과정에서 정보를 제공하여 기획, 통제, 운영 등의 기능을 조정하는 역할을 할 수 있다.

## 개요
정보 시스템은 데이터를 입력받아 처리하여 정보를 산출하는 시스템이다. 기업환경에서 업무처리나 경영 의사결정에 필요한 데이터를 수집, 저장, 가공, 배분하는 시스템이다. 정보시스템은 업무처리나 의사결정 외에도 사원간의 의사소통이나 협력증진, 혹은 통제의 목적으로도 사용된다. 위와 같은 기능을 컴퓨터 없이 구현할 수도 있으나, 기업환경에서 경쟁력 있는 정보시스템을 구축하기 위해서는 컴퓨터와 통신장비 없이는 불가능하므로, 컴퓨터를 기반으로 하는 인간 기계시스템이다. 기업환경에서 정보시스템은 기업시스템의 하위시스템으로도 이해할 수 있다. 오늘날 경영자는 재무, 인사, 생산에 대한 지식과 이해 외에도 정보시스템에 대해서 올바르게 이해하고 있어야 한다. 더 이상 정보시스템은 기업경영의 보조적인 역할만을 하는 하위시스템이 아니라, 프로세스 개선을 통해서 고객서비스나 외부파트너와의 협력의 정도를 제고하는 등의 기업혁신을 가능하게 하는 중요한 하위시스템이기 때문이다. 기업시스템의 하위시스템으로서 정보시스템은 기업시스템의 목표 달성을 효과적 효율적으로 달성하도록 지원하고 구현하는 목적을 가지고 있다.

## 정보시스템의 기능요소
- 입력

정보시스템의 입력은 데이터가 발생되는 곳에서 주로 일어난다. 예를 들면, 대형 할인점의 계산대에서 판매된 물건이 바코드 리더기로 읽혀질 때, 데이터와 입력이 일어난다. 은행창구에서 입금할 때, 통장 정보는 마그네틱 리더기로 읽혀지고 입금액은 수동으로 은행원에 의해서 입력된다. 인터넷 쇼핑몰에서 물건을 선택하여 주문하면 주문정보는 인터넷을 통해서 판매 쇼핑몰의 웹서버에 입력된다.
- 처리

처리는 사용자가 원하는 형태로 데이터를 가공하는 것으로 저장, 검색, 추출, 정렬, 비교, 계산, 전달 등이 처리의 예이다. 은행 창구에서 입력된 데이터는 곧바로 은행의 중앙 컴퓨터로 보내져 고객의 계정에 저장된다. 그리고, 고객이 전화나 인터넷 뱅킹으로 잔액조회를 요구하면 저장된 데이터를 검색, 추출하여 고객에게 전달 제공하는 처리과정을 수행한다. 따라서, 처리는 컴퓨터와 통신장비에 전적으로 의존하고 있다.
- 출력

출력은 보통 문서나 보고서의 형태로 사용자에게 제공하는 것을 말한다. 은행의 통장정리기는 발생되었던 처리 결과를 한꺼번에 고객의 통장에 출력해 주는 정보시스템 출력기기이다. 오늘날 통신장비와 네트워크의 발달로, 문서형태의 출력보다 정보기기의 스크린에 바로 출력해 주는 경우가 늘어나고 있다.
- 저장

처리에 속하는 기능으로도 볼 수 있으나, 정보시스템에서 추후의 사용을 위해서 데이터의 저장이 필수적인 기능이므로 따로 분리된 기능으로 볼 수 있다. 정보의 특성에서도 보았듯이 데이터는 축적될수록 가치를 더하므로 기업 내에서 발생한 중요 데이터는 데이터베이스에 저장하여 둔다.
- 통제와 피드백

산출된 정보가 정확치 않거나 원하는 형태로 제공되지 않을 때, 입력이나 처리과정을 조정하는 과정이 필요하다. 입력 데이터 자체에 문제가 있거나, 처리과정의 알고리즘이나 프로그램의 오류가 있을 수 있다. 정보시스템의 통제와 피드백은 어느 정도 시스템의 도움을 받을 수 있으나 대개의 경우는 정보시스템 전문가에 의해서 진단받고 처리된다.

## 종류
- 경영 정보 시스템
- 지리 정보 시스템
- 바이오인포매틱스

## 같이 보기
- 정보기술
- PCPOS